# Arnold Wagenaar
Arnoldus (Arnold) Wagenaar (Arnhem, 4 februari 1873 – aldaar, 27 november 1945) was een Nederlands pianist.
Hij werd geboren binnen het gezin van pianostemmer Hendrikus Wijnandus Wagenaar en Charlotta Jacoba Margaretha van Rooijen. Hendrikus Wijnandus Wagenaar was zoon van de organist Arnoldus Wagenaar, die weer een zoon was van organist Johannes Arnoldus Hendrikus Wagenaar en Berendina van Zeijst. Arnold Wagenaar (jr.) huwde Eva Wilhelmina Rethans uit een koopmansgezin en nicht (oomzegger) van de musicus en componist Johan Wagenaar.
Zijn muzikale opleiding kreeg hij van Cornelis Hendrik Coster voor piano en harmonieleer in Arnhem en Johan Wagenaar voor contrapunt in Utrecht. Zijn muzikale specialiteit bleek echter te liggen in het begeleiden van artiesten en koren in en rondom Arnhem. Hij was bijvoorbeeld de organist van de Waalse kerk in Arnhem. Hij was tevens leider van het gemengde koor Euterpe te Velp en de Christelijke Oratorium Vereniging van Arnhem (1917-1945). Hij begeleidde veelvuldig kinderkoor Logeman-Vletter (bijvoorbeeld in eigen werk zoals Prikkebeen). Ook jureerde hij koren elders in het land.
In 1908 richtte hij samen met de violist Anton Herman Amory en Leo Michielsen de Arnhemsche Vereeniging voor kamermuziekuitvoeringen op. In 1936 was hij betrokken bij de uitvoering van de Mattheuspassie in Arnhem met solisten als Jo Vincent, Theodora Versteegh, Max Kloos, Michel Gobets, Otto Couperus en Hans Brandts Buys achter het klavecimbel en Marius Adrianus Brandts Buys jr. (koordirigent).
Van Arnold Wagenaar is een aantal composities bewaard gebleven: 
- Menuet voor piano, uitgegeven bij de muziekhandel Gebr. Wagenaar in de Steenstraat te Arnhem.[1]
- Suite voor piano; uitgevoerd in Arnhem, 28 januari 1895
- Zes kleine klavierstukken
- Sonate voor piano vierhandig
- Strijkkwintet[2]
- Wals voor piano, viool en cello
- De zee, cantate voor kinderkoor
- Avonturen van Prikkebeen voor kinderkoor
- Kerstcantate voor vrouwen- en kinderkoor met piano, strijkinstrumenten en harp